# Exploring New Sounds in Hi-Fi/Stereo
Albums de Juan García Esquivel
Four corners of the world
(1958) The Ames Brothers: Hello amigo
(1959)
Exploring New Sounds in Hi-Fi/Stereo est un album de Juan García Esquivel, sorti en 1958.
Whatchamacallit est sans doute un des titres les plus célèbres d'Esquivel. On peut y entendre de l'Ondioline, un instrument électronique souvent associé au Theremin. Ce dernier instrument figure en bonne place sur Spellbound (issu de la bande originale de La Maison du docteur Edwardes, d'Alfred Hitchcock).

## Titres
| No  | Titre                      | Musique                                | Durée |
| --- | -------------------------- | -------------------------------------- | ----- |
| 1.  | My blue heaven             | Walter Donaldson/George A. Whiting     | 2:53  |
| 2.  | Bella mora                 | Menita Caron                           | 2:25  |
| 3.  | Boulevard of broken dreams | Al Dubin/Harry Warren                  | 2:55  |
| 4.  | Lazy bones                 | Hoagy Carmichael/Johnny Mercer         | 2:42  |
| 5.  | Spellbound                 | Miklós Rózsa                           | 3:26  |
| 6.  | All of me                  | Gerald Marks/Seymour Simons            | 2:58  |
| 7.  | Whatchamacallit            | Juan García Esquivel                   | 2:25  |
| 8.  | La ronde                   | Dorcas Cochran/Oscar Straus            | 2:27  |
| 9.  | My number one love         | Gerald Ross/Horace Linsley/Lotar Olias | 2:53  |
| 10. | The 3rd man theme          | Anton Karas                            | 2:24  |

## Sources
- (en) Hip Wax ;
- (en) Jon Pareles, « Juan García Esquivel Dies; Pop Composer Was 83 » New York Times, 11 janvier 2002 ;
- Erwann Pacaud, Easy listening : Exotica et autres musiques légères, Le Mot et le Reste, 2016, 240 p. (lire en ligne).